# Hasselblad Award
De Hasselbladprijs (Zweeds:Hasselbladstiftelsens internationella pris i fotografi) is een prijs als erkenning voor fotografen die een belangrijke bijdrage hebben geleverd aan de fotografie.
De prijs (en het fonds) werden in 1979 opgericht uit de nalatenschap van Erna en Victor Hasselblad. Victor Hasselblad was de uitvinder van het Hasselblad-camerasysteem. De prijs wordt sinds 1980 jaarlijks uitgereikt met uitzondering van de jaren 1983, het jaar van overlijden van Erna Hasselblad, en 2021, waarschijnlijk vanwege COVID.
De prijs bestaat uit een bedrag groot 2 miljoen Zweedse kronen (ca. € 170.000), een gouden medaille en een diploma. Verder wordt er een tentoonstelling gehouden met het werk van de winnaar in het Hasselblad Center in Göteborg.

## Winnaars
- 1980 - Lennart Nilsson
- 1981 - Ansel Adams
- 1982 - Henri Cartier-Bresson
- 1984 - Manuel Álvarez Bravo
- 1985 - Irving Penn
- 1986 - Ernst Haas
- 1987 - Hiroshi Hamaya
- 1988 - Édouard Boubat
- 1989 - Sebastião Salgado
- 1990 - William Klein
- 1991 - Richard Avedon
- 1992 - Josef Koudelka
- 1993 - Sune Jonsson
- 1994 - Susan Meiselas
- 1995 - Robert Häusser
- 1996 - Robert Frank
- 1997 - Christer Strömholm
- 1998 - William Eggleston
- 1999 - Cindy Sherman
- 2000 - Boris Mikhailov
- 2001 - Hiroshi Sugimoto
- 2002 - Jeff Wall
- 2003 - Malick Sidibé
- 2004 - Bernd en Hilla Becher
- 2005 - Lee Friedlander
- 2006 - David Goldblatt
- 2007 - Nan Goldin
- 2008 - Graciela Iturbide
- 2009 - Robert Adams
- 2010 - Sophie Calle
- 2011 - Walid Raad
- 2012 - Paul Graham
- 2013 - Joan Fontcuberta
- 2014 - Miyako Ishiuchi
- 2015 - Wolfgang Tillmans
- 2016 - Stan Douglas
- 2017 - Rineke Dijkstra
- 2018 - Oscar Muñoz
- 2019 - Daidō Moriyama
- 2020 - Alfredo Jaar
- 2022 - Dayanita Singh
- 2023 - Carrie Mae Weems
- 2024 - Ingrid Pollard